# Javlenka
Javlenka (kazakiska: Yavlenka, ryska: Явленка) är en ort i Kazakstan.   Den ligger i oblystet Nordkazakstan, i den norra delen av landet, 400 km nordväst om huvudstaden Astana. Javlenka ligger 129 meter över havet och antalet invånare är 4 945.
Terrängen runt Javlenka är platt. Runt Javlenka är det glesbefolkat, med 9 invånare per kvadratkilometer. Det finns inga andra samhällen i närheten. Trakten runt Javlenka består till största delen av jordbruksmark.